# ファーゴ (ノースダコタ州)
ファーゴ（Fargo）は、アメリカ合衆国ノースダコタ州南東部に位置する都市。ミネソタ州との州境になっている北のレッド川（以下、特に断りの無い限り、「レッド川」はこの「北のレッド川」を指す）西岸、ミネアポリス・セントポールの北西約350km、カナダ・マニトバ州ウィニペグの南約360kmに位置する。人口は125,990人（2020年国勢調査）で州最大、州の総人口の約1/6を占める。ファーゴに郡庁を置くカス郡、およびレッド川対岸のミネソタ州ムーアヘッドに郡庁を置く同州クレイ郡の2郡から成る都市圏は人口249,843人（2020年国勢調査）を数える。この都市圏にワーペトン小都市圏（リッチランド郡、ミネソタ州ウィルキン郡）を加えた広域都市圏は272,878人（2020年国勢調査）の人口を抱えている。
ファーゴは1871年に、レッド川の氾濫原に創設された。今日では、ファーゴはノースダコタ州東部、およびミネソタ州北西部における文化、商工業、医療、および教育の中心地となっている。また、ノースダコタ州においてはグランドフォークスのノースダコタ大学と共に双璧を成すノースダコタ州立大学は、ファーゴにキャンパスを置いている。.

## 歴史

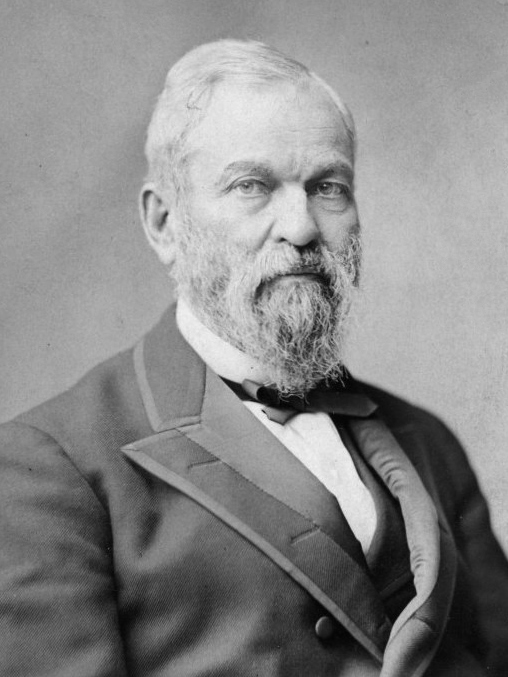
ウィリアム・ファーゴ

もともとはスー族（ダコタ族）のものであったこの地に、今日のファーゴ市となる、レッド川を遡る蒸気船の停泊地が設けられていたのは、1870-80年代のことであった。この停泊地は当初セントラリア（Centralia）と呼ばれていたが、その後ノーザン・パシフィック鉄道の取締役で、ウェルズ・ファーゴおよびアメリカン・エキスプレスの創設者でもあるウィリアム・ファーゴにちなんで、現名のファーゴに改称された。ノーザン・パシフィック鉄道の開通と共に、ファーゴの町は発展し始め、「西部への玄関口」と呼ばれるようになった。
また、1880年代、ファーゴでは離婚に関する法律が緩かったため、「中西部の離婚の都」とも呼ばれた。
1890年、ノースダコタ州のランドグラント大学であるノースダコタ農業大学が創立し、ファーゴにそのキャンパスが置かれた。このノースダコタ農業大学は、次第に提供する専攻の幅を広げて総合大学化し、1960年にノースダコタ州立大学に改称された。
1893年6月7日、ファーゴの中心部で大火が起き、31ブロックにわたる160エーカー（65ha）以上が焼失した。火元に最も近い消防署が通常の散水業務のために出払っていたことに加えて、火元に最も近い火災報知器の鍵を誰も見つけられなかったことで初期消火が遅れ、市中心部に建ち並んでいた建物のほとんどが木造であったこと、さらに折からの時速30マイル（48km、秒速にして13.3m）の風に煽られて、瞬く間に延焼した。しかし、その直後に耐火性の高いレンガ造の新しい建物が建ち、新しい街路が敷かれ、水利も整備され、市は復興した。

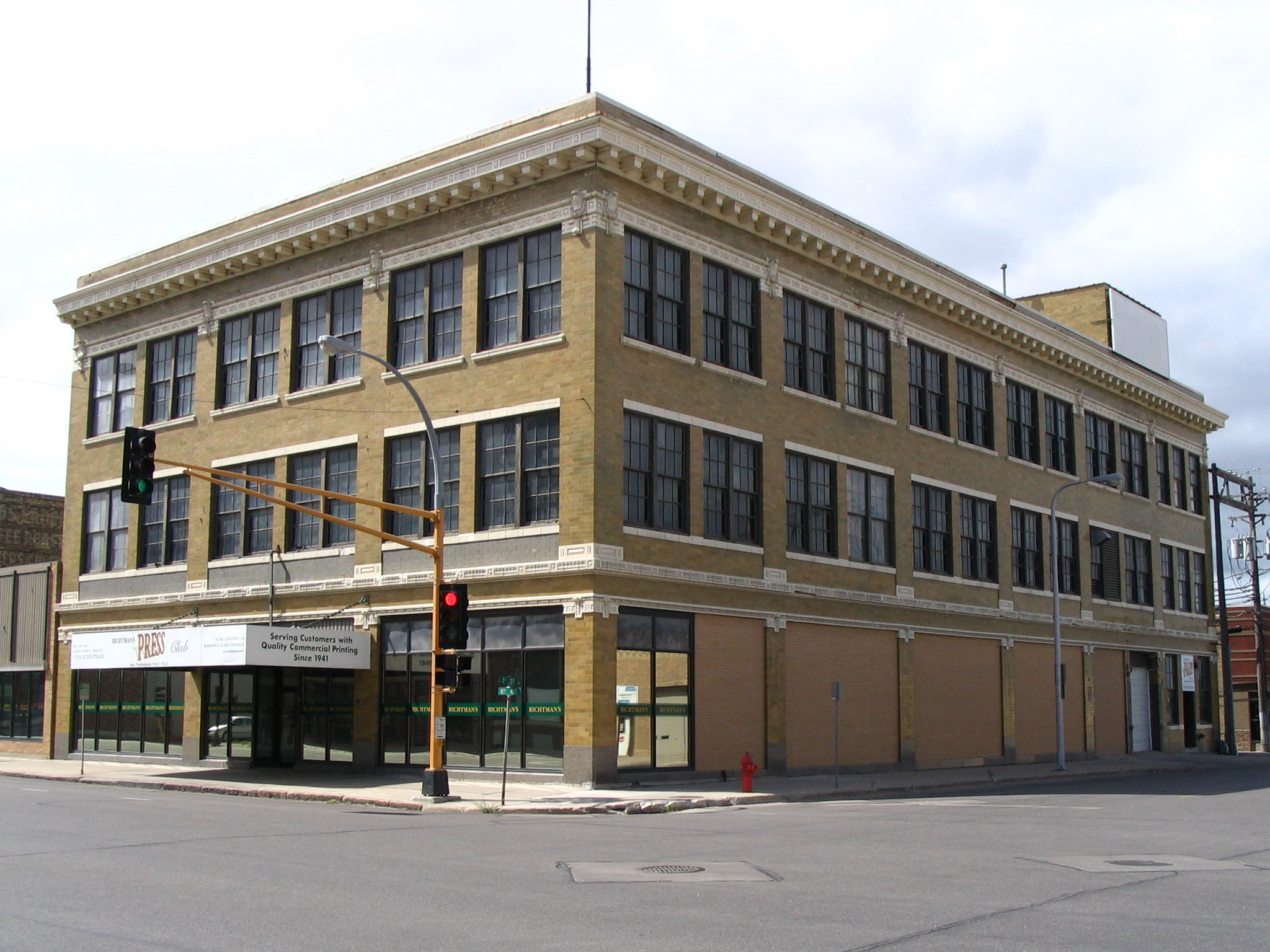
ペンス自動車会社倉庫

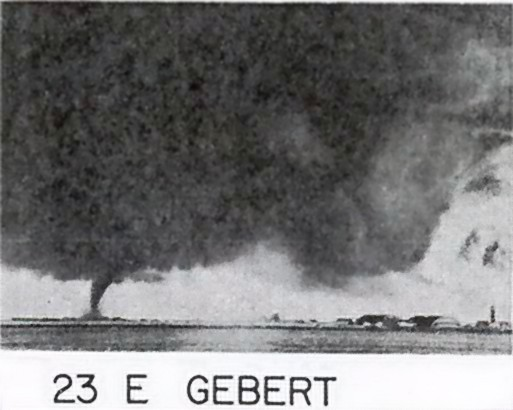
ヘクター国際空港に接近する竜巻（1957年）

20世紀に入る頃、全米的に自動車産業が興った。1905年、キャデラックやビュイックを販売する自動車販売会社、ペンス自動車会社がファーゴに拠点を置いた。1920年には、同社のショールーム、サービスセンター、および倉庫となる建物が、ファーゴのダウンタウンに建てられた。このクラシカル・リバイバル様式の建物は、1994年に「ペンス自動車会社倉庫」として国家歴史登録財に指定された。
1910年のレイバー・デイ、第26代大統領を務めたセオドア・ルーズベルトはファーゴを訪れ、ノースダコタ農業大学新図書館の礎石を定めた。定礎式に集まった30,000人の群衆に対し、ルーズベルトはその27年前に初めてファーゴを訪れた時のこと、そしてノースダコタの農場での経験が、後に大統領へと上り詰める原点となったことを演説した。
第二次世界大戦後、ファーゴ・ムーアヘッド両市を中心とするこの地域は急成長した。1957年に藤田スケールF5の竜巻が市北部に壊滅的な被害をもたらしたが、それでもファーゴの街は高い成長を遂げた。I-29およびI-94の2本の州間高速道路が開通すると、ファーゴの南郊および西郊は急速に発展した。1972年にこれら2本の州間高速道路が交わるジャンクションの近くに建てられた、州最大のショッピングモールであるウェスト・エーカーズ・ショッピングセンターは、この地域の小売業の発展に大きく寄与した。
1980年代中盤以降、市北部には地理的な制約があったため、新たな住宅地が市南部および南西部に発展した。これに伴い、市南西部の小売業も急速に発展した。その一方で、ダウンタウンでも市当局や私企業による投資等でジェントリフィケーションが進んだ。ダウンタウンのすぐ北、レッド川沿いに広がるホレイス・マン地区等、古くからある地区のほとんどは再生したか、もしくは衰退を免れ、市中心部の強化につながった。
ノースダコタ州立大学は研究型大学へと発展し、市のアイデンティティおよび地域経済の両面において、大きな役割を担うようになった。同学の学生の多くはキャンパスに隣接するルーズベルト地区に住んでいる。同学は校舎およびアパートの両方で、ダウンタウンにおける存在感を確立した。加えて、同学のスポーツチーム、バイソンは、地元住民の間に人気を得た。
1990年代後期以降、ファーゴ都市圏は常に、全米でも最も失業率の低い都市圏の1つに数えられてきた。モーガン・クイットノー社（現CQプレス社傘下）は、1997年のFBIのデータを使用し、1999年に発行した、同社の「全米の安全な都市」ランキングで、ファーゴを全米21位の「安全な都市」であると報じた。ファーゴの低い犯罪発生率と、潤沢かつ安価な住宅供給とが相まって、1990年代後期から2000年代初頭にかけて、マネー誌は「全米で最も住みやすい都市」ランキングで、ファーゴを常にトップ近くにランクさせていた。

## 地理

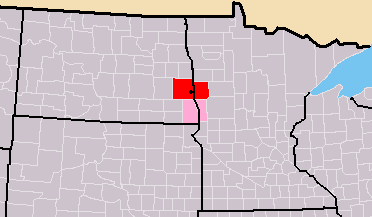
ファーゴ・ワーペトン広域都市圏
赤: ファーゴ都市圏
ローズ: ワーペトン小都市圏
黒点: ファーゴ市

ファーゴは北緯46度52分38秒 西経96度47分22秒 / 北緯46.87722度 西経96.78944度に位置している。州都ビスマークからは東へ約315km、ミネアポリス・セントポールからは北西へ約350km、カナダ・マニトバ州ウィニペグからは南へ約360kmである。
アメリカ合衆国国勢調査局によると、ファーゴ市は総面積126.44km2（48.82mi2）である。その全域が陸地である。市域はミネソタ州との州境になっているレッド川の西岸に広がっている。
レッド川の対岸には、ファーゴと共に都市圏の中心を成すムーアヘッドの市域が広がる。ファーゴの西にはウェストファーゴ、ムーアヘッドの東にはディルワースがそれぞれ隣接し、外縁部を成している。これらの都市を含む都市圏はカス郡およびミネソタ州クレイ郡の2郡から成っている。広域都市圏は、ファーゴ・ムーアヘッドと同様にレッド川の両岸に形成されたワーペトン・ミネソタ州ブレッケンリッジの両市を中心とし、ファーゴ都市圏の南に隣接する、ワーペトン小都市圏を加えた4郡にまたがっている。

### 地形

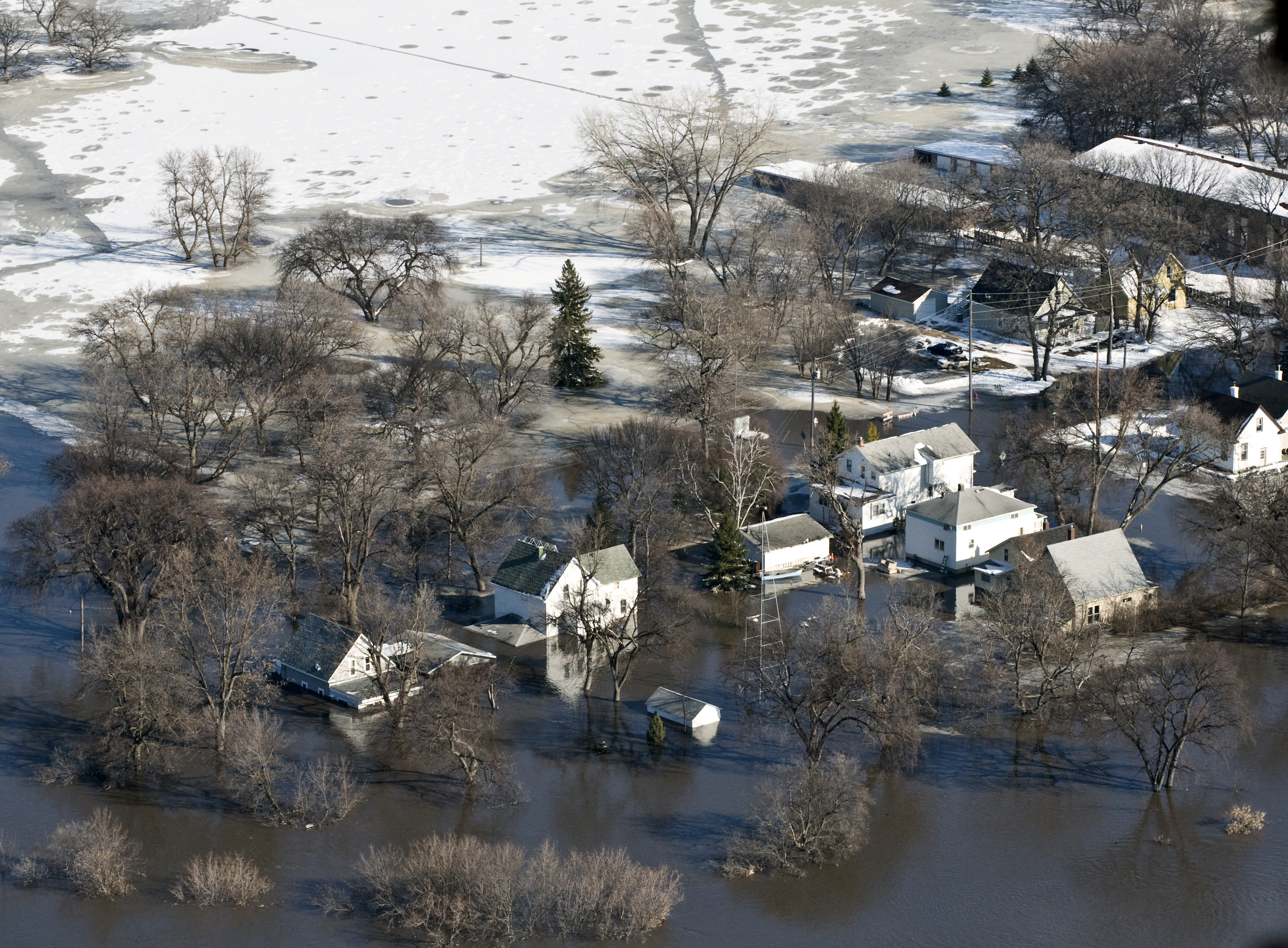
リバービュー地区の洪水（2009年春）

ファーゴの市域はレッド・リバー・バレーと呼ばれる平原上に広がる。この平原の成因は、最終氷期に南進した氷河による侵食である。最終氷期末期に氷河が北退すると、アガシー湖と呼ばれる巨大な氷河湖が形成された。現代のレッド・リバー・バレーは、このアガシー湖の湖底であった。アガシー湖底の堆積物は、その後のレッド・リバー・バレーに、農業に適した肥沃な土壌を残した。
ファーゴが直面する最も大きな困難は、レッド川が昔から度々起こしてきた、季節的な洪水である。ノースダコタ州東部およびミネソタ州北西部という、アメリカ合衆国本土で最も寒冷な地域に端を発し、北進してカナダへと入り、ウィニペグ湖へと注ぐレッド川は、春先になると、川の氷と、雪解け水や支流からの流去水の流入によって、しばしば氷のダムが形成され、水位が上がる。加えて、ファーゴは前述の通り平坦なレッド・リバー・バレーに立地するため、レッド川がひとたび増水すると、洪水に見舞われやすくなる。ファーゴでは、レッド川の水位が18フィート（5.5m）に達すると「小さな」洪水、30フィート（9.1m）に達すると「大きな」洪水とみなされる。この「大きな」洪水とみなされるレベルに達すると、ダウンタウンの主要街路や、ムーアヘッドへと通ずる道は通行止めとなる。1996年末の記録的な大雪の後、翌1997年春の雪解け時には、レッド川の水位が、その時点での史上最高記録であった39.5フィート（12.0m）、あわや堤防を越えて市街地に溢れ出す寸前まで上昇した（1997年のレッド川大洪水）。2008年秋の多雨と翌2009年3月の急速な融雪は、レッド川の水位を、1997年の記録を更新する40.84フィート（12.4m）まで押し上げたが、1997年の大洪水を教訓として採られた水害緩和策に加えて、市民による土嚢の積み上げが功を奏し、ファーゴの被害は大きなものには至らなかった。この洪水後、市は更なるインフラ強化や資源投入を行った。これがまた功を奏し、翌2010年春に再び、急速な融雪に伴ってレッド川の水位が37フィート（11.3m）まで上昇しても、大事には至らなかった。また、この洪水の直後、ファーゴはレッド河岸の70mi2（181.3km2）にわたる土地を増水時の遊水地とすべく、自然の氾濫原に戻す計画を立てた。このために、特に洪水に見舞われやすい地区への新規建築物の建設を条例で禁止し、また2012年までに700戸の家屋を買い上げたが、2012年5月にこの条例に対して訴訟が起こり、同年11月にこの条例が撤回された。

### 気候
グレートプレーンズ上に立地し、山岳と大洋のどちらからも離れたファーゴの気候は大陸性気候であり、ケッペンの気候区分では亜寒帯湿潤気候（Dfb）に属する。アメリカ合衆国本土では最も冬の寒さが厳しい地域の1つであり、アメリカ合衆国農務省によるハーディネスゾーンは4aである。
最も暖かい7月の最高気温の平均は約28℃に達するが、最低気温は平均15℃まで下がり、平均気温は22℃を切る。最も寒い1月の平均気温は氷点下13℃、最低気温は平均氷点下18℃まで下がり、日中でも氷点下8℃程度までしか上がらない。例年では、9月から5月までは気温が氷点下に下がる日がある。降水量は春季・夏季の5月から7月にかけては多く、月間70-100mm程度、逆に冬季の11月から4月にかけては少なく、月間15-35mm程度、晩夏から秋季の8月から10月は月間55-65mm程度である。また、冬季の11月から3月にかけては月間17-28cm程度の降雪が見られる。年間降水量は575mm程度、年間降雪量は125cm程度である。
|               | 1月   | 2月  | 3月  | 4月  | 5月  | 6月  | 7月  | 8月  | 9月  | 10月 | 11月 | 12月 | 年    |
| ------------- | ----- | ---- | ---- | ---- | ---- | ---- | ---- | ---- | ---- | ---- | ---- | ---- | ----- |
| 平均気温（℃） | -12.6 | -9.7 | -2.3 | 6.8  | 13.9 | 19.0 | 21.7 | 20.7 | 15.1 | 7.5  | -1.8 | -9.9 | 5.8   |
| 降水量（mm）  | 17.8  | 15.2 | 33.0 | 35.6 | 71.1 | 99.1 | 71.1 | 66.0 | 66.0 | 55.9 | 25.4 | 20.3 | 576.5 |
| 降雪量（cm）  | 28.4  | 17.8 | 23.1 | 7.6  | -    | -    | -    | -    | -    | 1.8  | 20.1 | 28.4 | 127.2 |

### 都市概観と建築物

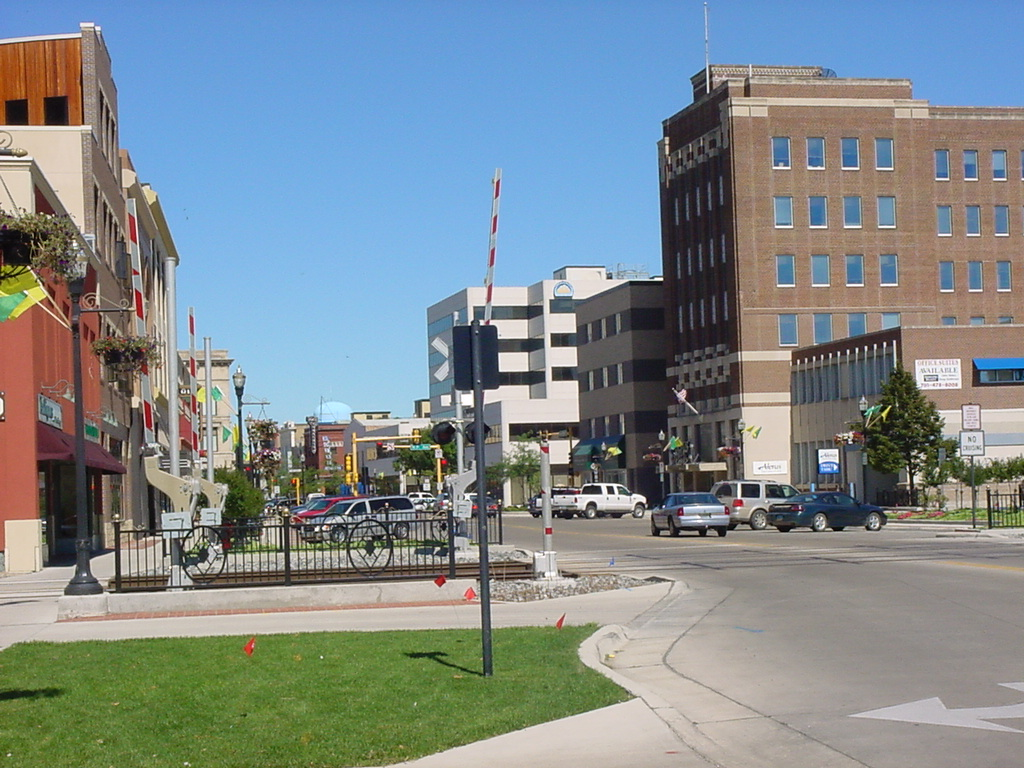
ファーゴのダウンタウン、ブロードウェイとメイン・アベニューの交差点付近

ノースダコタ州とミネソタ州の州境、ファーゴとムーアヘッドの市境を流れるレッド川が蛇行しているのに対し、ファーゴの街路は、土地が平坦ということもあり、整然と区画されている。「アベニュー」と呼ばれる、東西に通る通りの中心となっているのはメイン・アベニュー（国道10号線）で、この通りを境に北（N）と南（S）に分かれ、この通りから離れるほど数字が大きくなる。一方、「ストリート」と呼ばれる、南北に通る通りには東西の区別はなく、レッド川から離れるほど数字が大きくなる。「6thストリート」に相当するブロードウェイは、市の代表的名所であるファーゴ・シアターをはじめ、各種店舗や飲食店が建ち並ぶ、ダウンタウンの目抜き通りになっている。ファーゴ・シアターのほかにも、ダウンタウンには歴史的建築物が数多く建ち並んでおり、ブロードウェイをはさんで概ね5thストリートとロバーツ・ストリートの間、メイン・アベニューをはさんで1stアベニュー・サウスと5thアベニュー・ノースの間の一帯は、ダウンタウン・ファーゴ歴史地区として国家歴史登録財に指定されている。
ファーゴで最も高い建物は5thストリートと2ndアベニュー・ノースの北東角に建つラディソン・ホテル・ファーゴである。このホテルは18階建て、高さ63.2mで、ノースダコタ州全体でもビスマークのノースダコタ州会議事堂に次ぐ高さを誇る。このラディソン・ホテル・ファーゴに次ぐのが、メイン・アベニューと4thストリートの南東角、レッド河岸の近くに建つ、22階建て、高さ62.2mの高層アパート、ラシュコウィッツ・ハイライズである。この茶色いモダニズム建築様式のアパートは、住居用の建物としてはノースダコタ州全体で最も高い。ラディソン・ホテル・ファーゴのすぐ西、5thストリート、ブロードウェイ、2ndアベニュー・ノース、3rdアベニュー・ノースに囲まれたブロックは、ここに建っていた多目的ビル群が1976年に焼失してから放置されていたが、2010年に公募で集まった再開発案を基に、2015年にスキッドモア・オーウィングズ・アンド・メリルが設計した「ブロック9」（Block 9）という再開発プロジェクトで、5階建ての低層のホテル・飲食店と、超高層ビルとを組み合わせた複合施設が建てられることになった。この複合施設は2020年秋の完成を目指して2018年に着工した。ファーゴは前述の通り、古代には氷河湖の湖底であった土地に発展した街であるため、地盤が軟弱であり、高層建築物の建設には適さないが、この施設の建設にあたっては、ラディソン・ホテル・ファーゴと同様に、深さ33.5mの硬く締まった土の層に達する280本の杭を打って支える杭基礎を用いる。完成すると、18階建て、高さ71.3mで、ラディソン・ホテル・ファーゴを抜いてファーゴでは最も高い建物となる（ただし、ノースダコタ州会議事堂には2.5m及ばない）。

## 政治

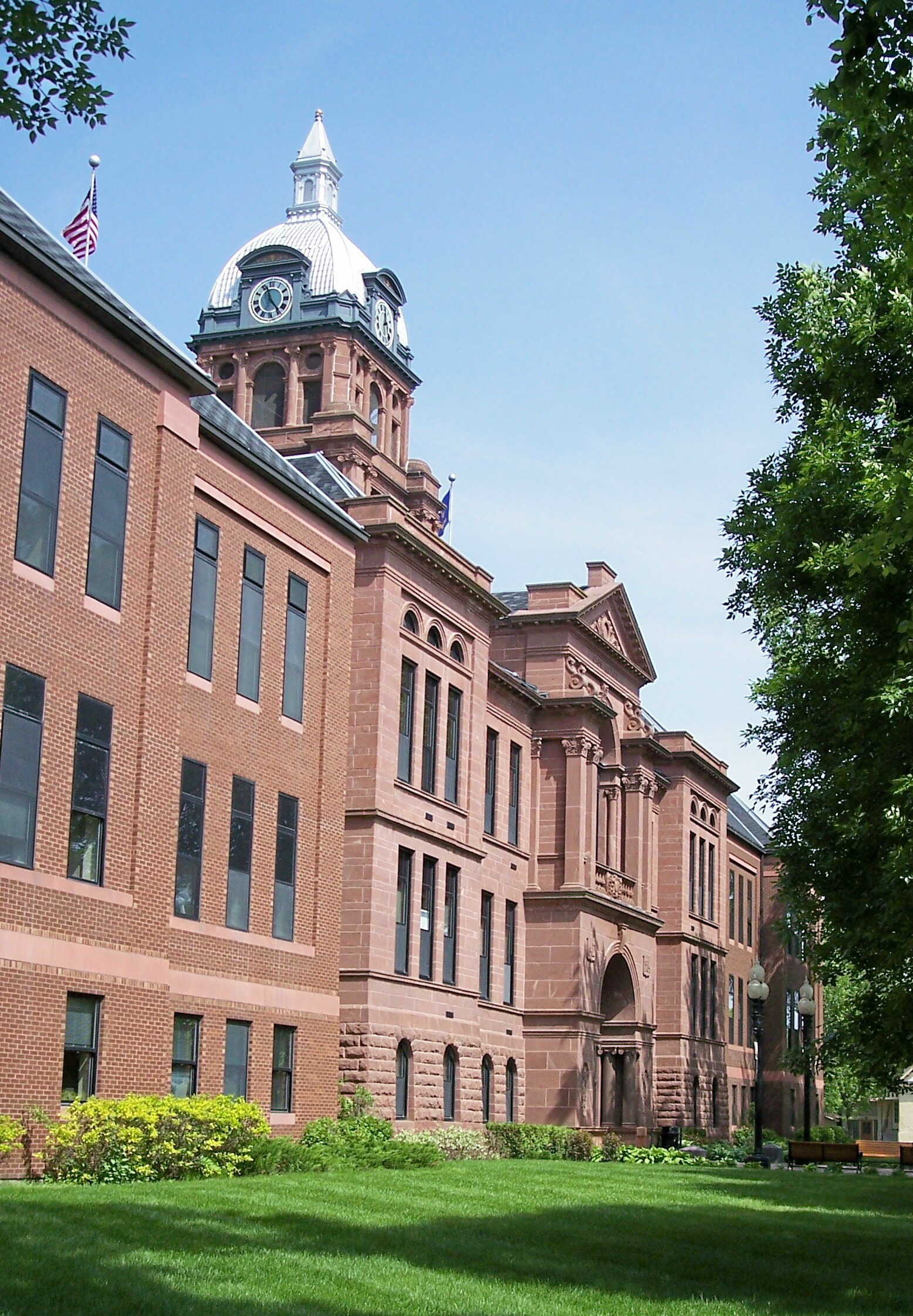
カス郡庁舎

ファーゴは議会制を採っている。市議会は市長および4人の市議員から成っている。全米の多くの他都市で見られるような、市をいくつかの選挙区に分けるという方法は採っておらず、市長および市議員4人の全員が全市からの投票で選出される。市長および市議員の任期は4年で、多選は連続3期（市長と市議員の両方を務めた者は4期）までに制限されている。2018年には、ファーゴは全米の市で初めて、市議会議員選挙に認定投票を導入した。
市議会は隔週、市庁舎内の市議会室で開かれている。この市庁舎は2018年9月に完成したもので、ダウンタウン東側、2ndアベニュー・ノースが4thストリートに突き当たるブロック内、シビック・センターの東隣、レッド河岸の近くに建っている。2018年以前は、市議会室はシビック・センターの2階に置かれていた。
市の行政実務については、シティー・アドミニストレーターという、シティー・マネージャー制におけるシティー・マネージャー的な役割を果たす者が最高責任者となる。シティー・アドミニストレーターは市政府各局に対してリーダーシップを発揮しながら、市議会の採択した条例や施策の実施、1,850人を数える市職員の人事・監督、市の予算および備品の管理に責任を負う。
ファーゴは歴史的には共和党寄りの地である。2004年アメリカ合衆国大統領選挙では、ジョージ・W・ブッシュがファーゴ市、およびカス郡内の周縁部の両方で、60%近い票を獲得して圧勝した。しかし、その後のファーゴにおいては政治的スタンスの多様化、激戦化が見られるようになった。2008年以降、カス郡において50%以上の票を得た共和党候補はいない。2008年アメリカ合衆国大統領選挙では、州全体でこそ共和党のジョン・マケインが取ったものの、カス郡では民主党のバラク・オバマの得票率が50%を超えた。続く2012年アメリカ合衆国大統領選挙では、共和党のミット・ロムニーがカス郡で49.9%を得票したものの、オバマも47%を得票し、僅差にとどまった。2016年アメリカ合衆国大統領選挙では、共和党のドナルド・トランプの得票率が49.3%にとどまり、50%は超えなかったが、民主党のヒラリー・クリントンは38.8%と惨敗し、その他の党の候補者が11.9%を占めた。2018年の連邦議会上院議員選挙では、民主党で現職（当時）のハイディ・ハイトキャンプが57.76%を得たものの、州全体では共和党のケビン・クレイマーが当選し、議席を失った。

## 経済
肥沃な土壌に恵まれたファーゴとその周辺の地域経済は、歴史的には農業に依存していた。しかし、20世紀末以降は農業への依存度は大きく減り、食品加工、製造業、ハイテク産業、小売業、高等教育、医療と多角化し、バランスの取れた産業構造へと変化し、高い成長を遂げている。レッド川の両岸に3つの大学が立地することにより、大学自体が雇用主となってきたことに加えて、教育水準の高さゆえにハイテク産業を呼び込むことに成功しており、例えばマイクロソフトはシアトル都市圏外最大のキャンパスの1つであるファーゴキャンパスを置いている。2004-13年の10年間では、ファーゴ都市圏の経済成長率は、同時期の全米平均（36%）の2倍以上となる75%を記録した。その最中、サブプライム住宅ローン危機に端を発する世界金融危機で、全米的に景気が悪化し失業が急増したが、ファーゴ都市圏は2009年の失業率も4%台と、全米平均の半分以下の低水準で踏みとどまった（なお、2019年9月現在のファーゴの失業率は1.9%で、全米平均の3.7%よりかなり低い）。フォーブス誌が発表している「ビジネスおよびキャリアに良い小都市」（Best Small Cities For Business And Careers）というランキングでは、ファーゴは2014年に全米1位となったのを含め、毎年上位にランクされている。2017年時点では、2012年時点に比べてファーゴ都市圏の地価は74%上昇し、カリフォルニア州サンタバーバラ（67%）やテキサス州オースティン（68%）といったサンベルトの高成長都市や、成長著しい山岳部の中心都市デンバー（62%）を上回った。しかしそれでもなお、ファーゴ都市圏の住宅価格は、比較的安価な水準に落ち着いている。

## 交通

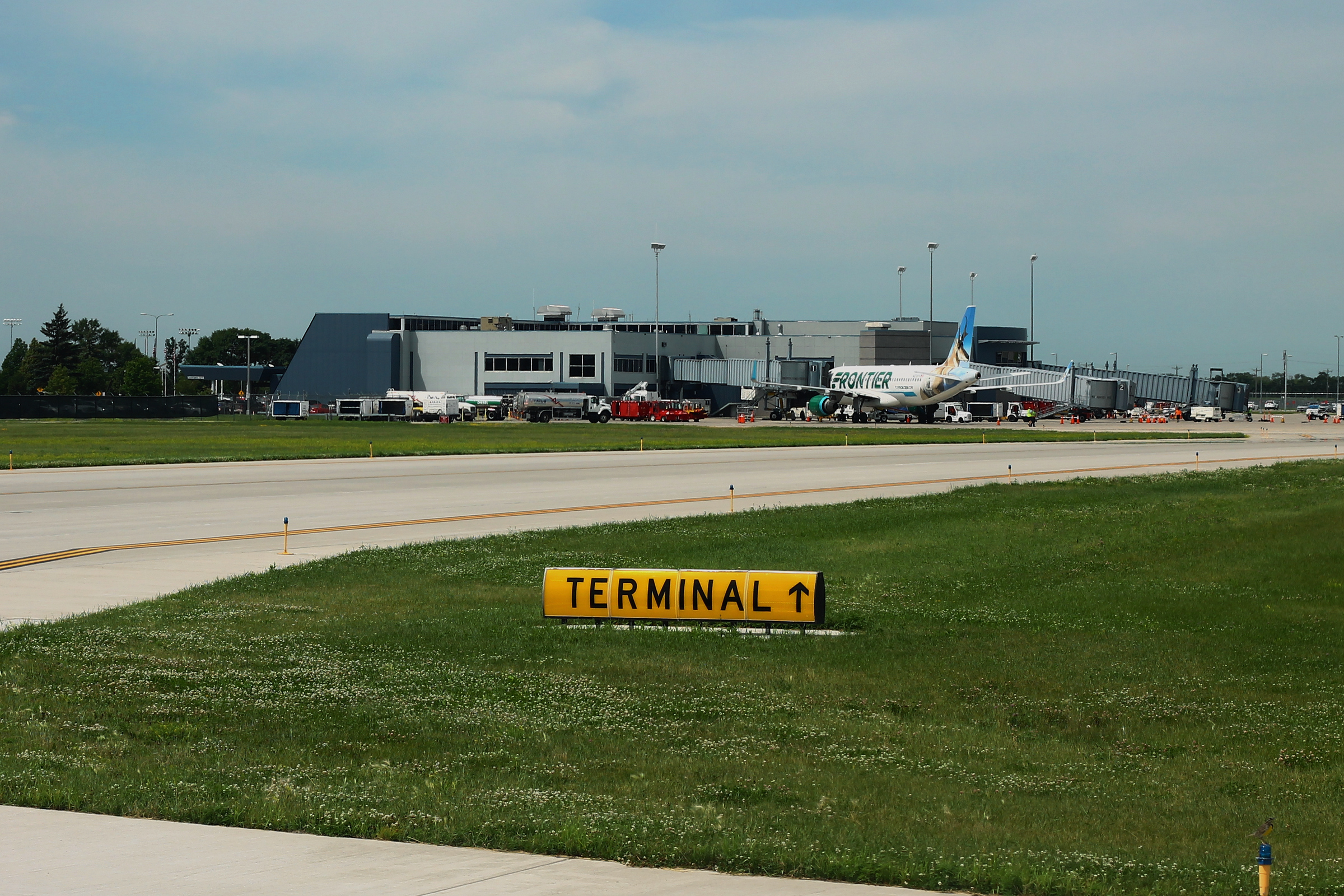
ヘクター国際空港

ファーゴの空の玄関口であるヘクター国際空港（IATA: FAR）は市中心部の北西約5.5km、市域北端に立地している。同空港にはデルタ航空（ミネアポリス・セントポール）、ユナイテッド航空（シカゴ・オヘア、デンバー）、アメリカン航空（シカゴ・オヘア、ダラス・フォートワース）の3大航空会社全てに加えて、フロンティア航空（デンバー）およびアレジアント・エア（ラスベガス、フェニックス・メサ）の定期旅客便が就航している。また、この空港はファーゴ航空州兵基地も兼ねており、MQ-9 リーパーを運用するノースダコタ空軍州兵第119航空団が置かれている。2016年11月にはフェデックスが、それまでグランドフォークス国際空港に置いていた同社の地域ハブ機能を、ヘクター国際空港に移転した。また、この空港の南東端、19thアベニュー・ノースと16thストリートの北西角には、ファーゴ航空博物館が立地している。

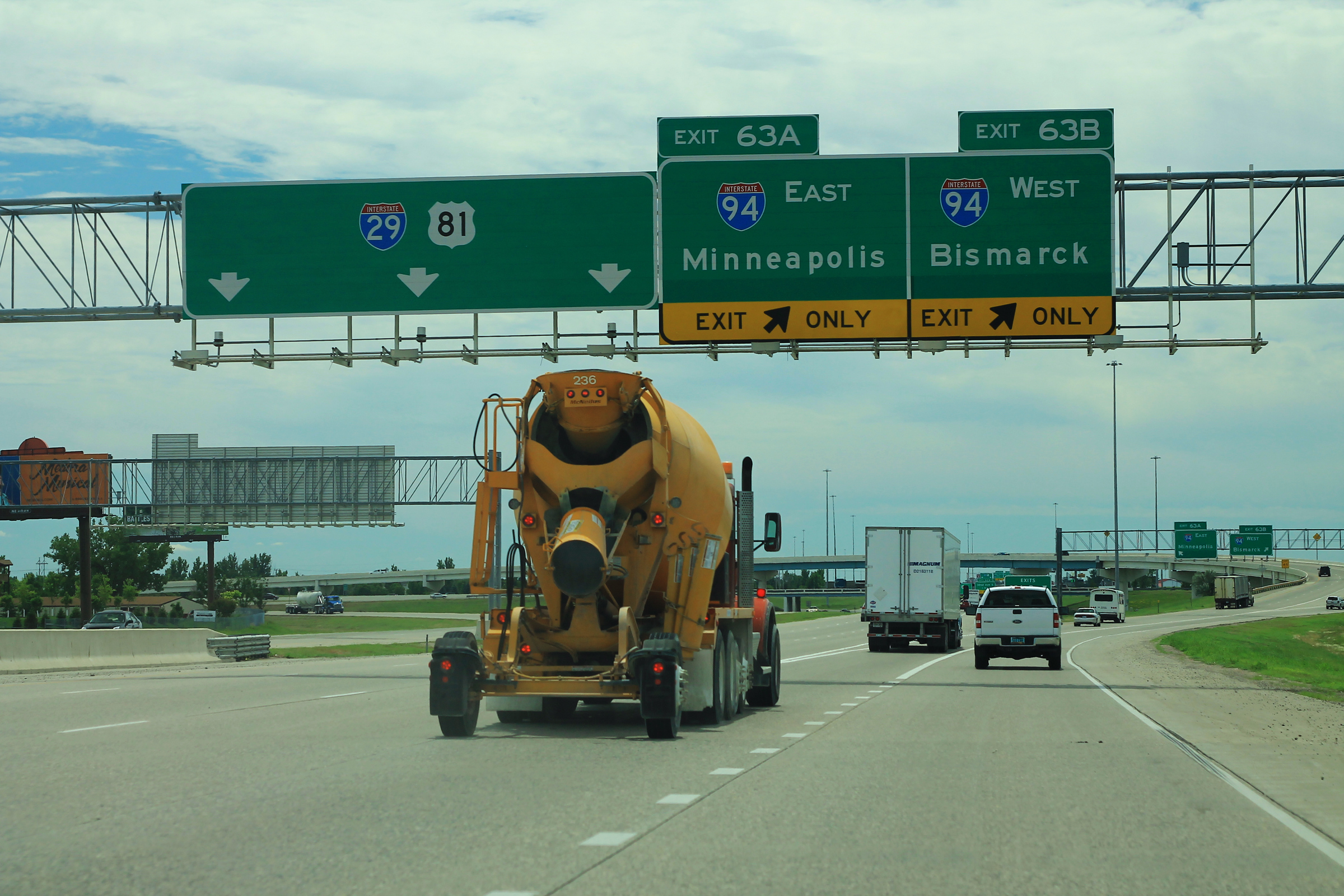
ファーゴ市内のI-29南行、I-94とのジャンクション

ファーゴではI-29とI-94の2本の州間高速道路が交わる。I-29はカンザスシティから北へ、グレートプレーンズ東縁北部を縦断する高速道路で、ファーゴでは市西部を南北に通っている。ファーゴから南へはスーフォールズ・オマハ方面へ、また北へはグランドフォークスやカナダとの国境へと通じ、国境を超えるとマニトバ幹線州道75号線に直結してウィニペグへと通ずる。I-94はアメリカ合衆国本土最北部を横断する高速道路で、ファーゴでは市南部を東西に通っている。ファーゴから東へはミネアポリス・ミルウォーキー・シカゴ方面へ、西へは州都ビスマークやモンタナ州ビリングスへと至る。また、市内では東西に通る中心の街路であるメイン・アベニューとなっている国道10号線は、I-94の通勤別線にも指定されている。

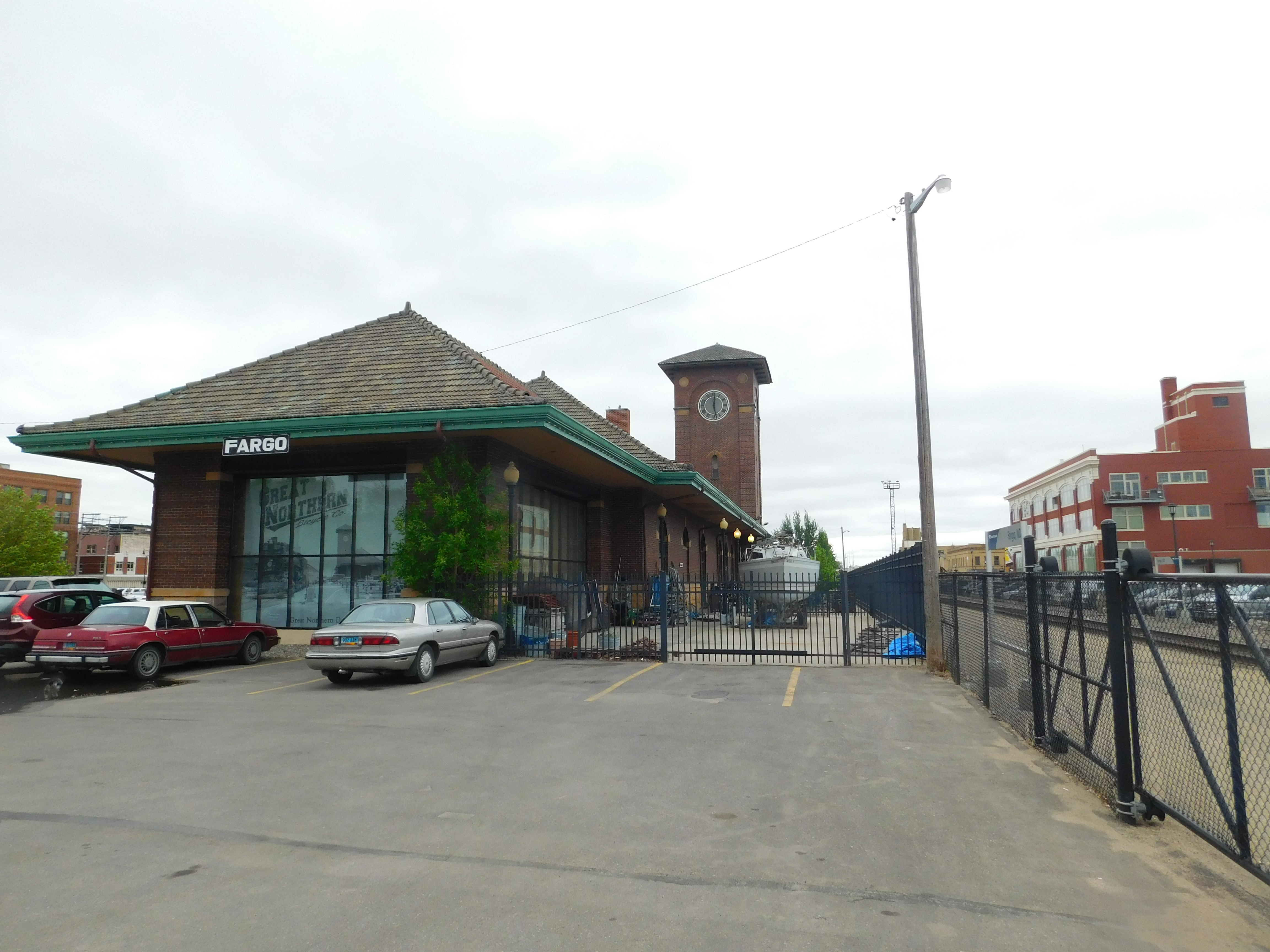
ファーゴ駅

BNSF鉄道はファーゴ市内および周辺に線路を敷いている。同社の線路の上を走り、シカゴとシアトル・ポートランドとを結ぶアムトラックの長距離列車エンパイア・ビルダー号は、西行、東行とも1日1便、ダウンタウン北部にあるファーゴ駅に停車する。
ファーゴ市内の公共交通機関としては、ファーゴ・ムーアヘッド都市圏交通局がMATBUSという愛称で路線バスを運行している。この路線バス網は22系統を有し、ファーゴ・ムーアヘッド両市を主にカバーし、一部の路線はウェストファーゴやディルワースへも乗り入れている。ダウンタウンに立地する、地上交通センター（Ground Transportation Center、GTC）という同局のバスターミナルは、グレイハウンドと提携しているジェファーソン・ラインズのバスターミナルも兼ねており、グランドフォークス、スーフォールズ、ビスマーク・ビリングス、ブレイナード・ダルース、セントクラウド・ミネアポリスの各方面への中長距離バスが発着する。

## 教育

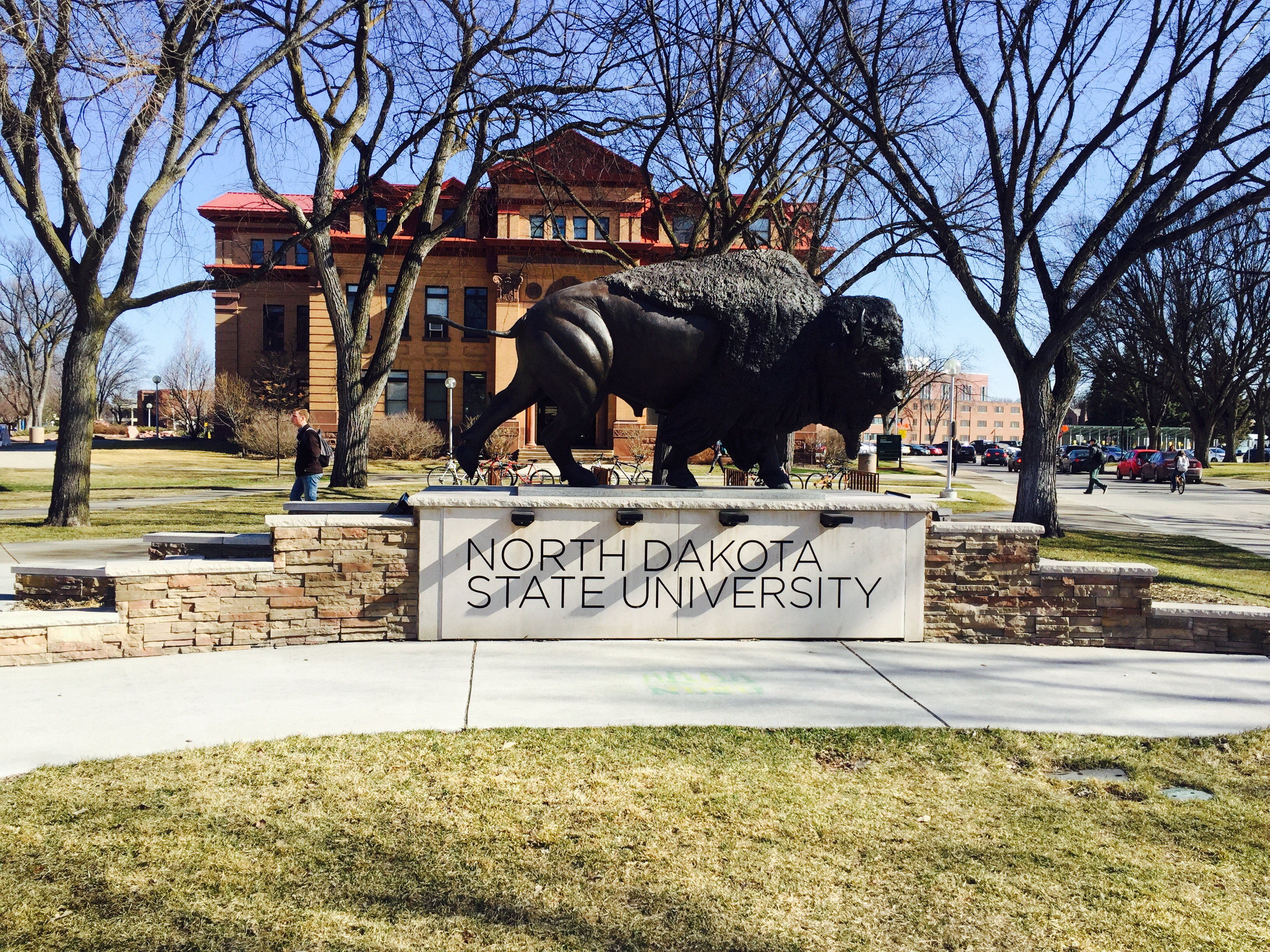
ノースダコタ州立大学

ノースダコタ州立大学（NDSU）はダウンタウンの北西約2kmに261エーカー（1,056,000m2）のキャンパスを構えている。同学は1890年にランドグラントのノースダコタ農業大学として創立し、その後学問領域を広げて総合大学化した州立大学で、学部生・大学院生あわせて約13,000人の学生を抱えている。同学は農学部、教養学部、経営学部、工学部、人間科学・教育学部、看護・薬学部、理・数学部の7つの学部、および大学院を有し、学部で100、大学院修士課程で86、博士課程で50の専攻プログラムを提供している。同学はノースダコタ大学システムにおいて、グランドフォークスのノースダコタ大学と共に双璧を成す旗艦校として位置づけられている。ノースダコタ州立大学は、USニューズ&ワールド・レポートの大学ランキングでは、全米の総合大学の中で280位前後という評価を受けている。
このほかファーゴには、ビスマークに本校を置くカトリック（ベネディクト会）系私立大学、メアリー大学のファーゴキャンパスや、ジェームズタウンの長老派教会系私立リベラル・アーツ・カレッジ、ジェームズタウン大学の理学療法学博士課程が置かれている。また、レッド川の対岸、ムーアヘッドには、ミネソタ州立大学ムーアヘッド校、およびコンコーディア合唱団で知られるルーテル教会系リベラル・アーツ・カレッジのコンコーディア大学がキャンパスを構えている。ムーアヘッドのこれら2大学は、ノースダコタ州立大学、およびファーゴ・ムーアヘッド両市のコミュニティ・カレッジと共に、トライ・カレッジ・ユニバーシティ（Tri-College University、TCU）と呼ばれる単位互換協定を結んでいる。

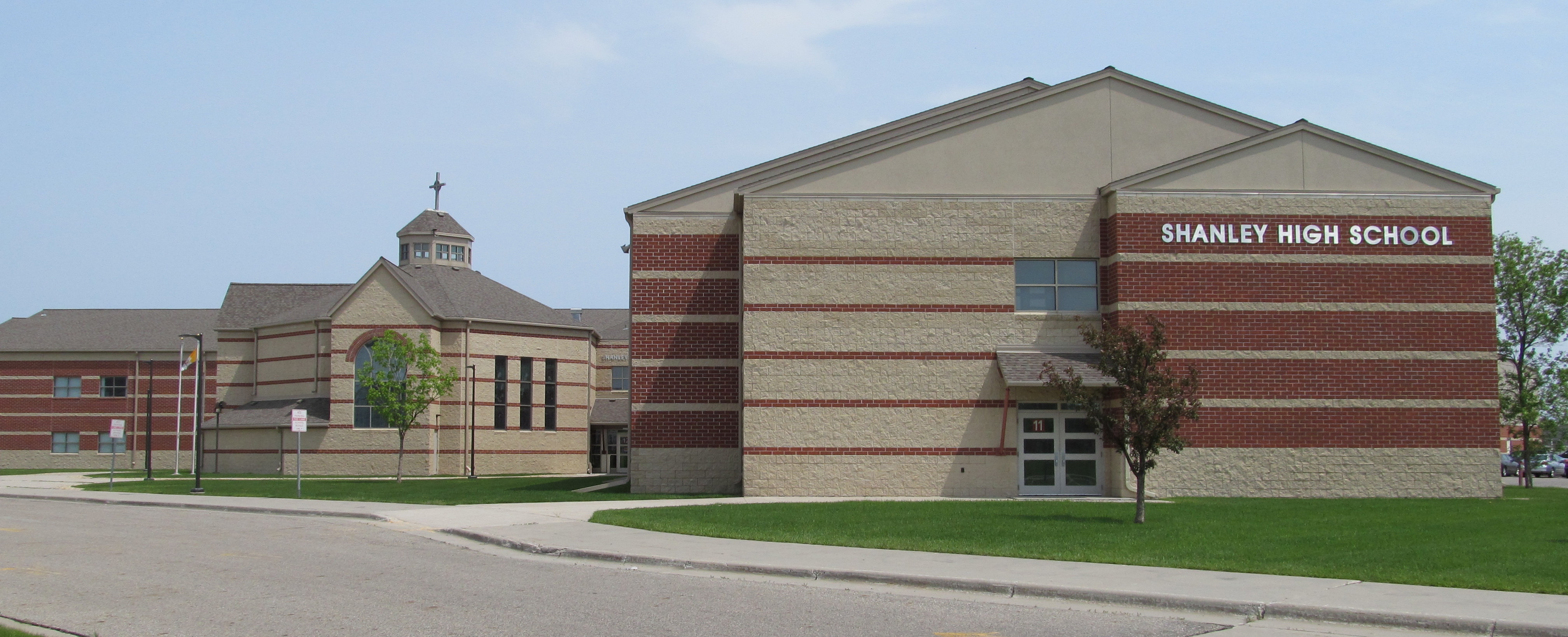
ファーゴ司教区唯一のカトリック系私立高校で、聖ヨハネ・パウロ2世カトリック学校群を成すシャンレー高校

ファーゴにおけるK-12課程は、ファーゴ公立学区の管轄下にある公立学校によって主に支えられている。同学区は小学校（幼稚園・1-5年生）16校、中学校（6-8年生）3校、総合高校（9-12年生）3校、オルタナティブ教育高校1校を有し、約11,000人の児童・生徒を抱えている。なお、市南西部の一部地域は、ウェストファーゴやその他近隣の郊外都市と共に、ウエストファーゴ公立学区の学区域に含まれている。このほか、カトリックのファーゴ司教区は、ファーゴ市内に小学校2校、中学校1校、高校1校を置いている。これらの4校と、ウェストファーゴに置かれているトリニティ小学校をあわせた5校は、第264代ローマ教皇ヨハネ・パウロ2世にちなんで旧称のファーゴカトリック学校群（Fargo Catholic Schools Network）から改称した、聖ヨハネ・パウロ2世カトリック学校群（St. John Paul II Catholic School Network）を成している。

### 図書館

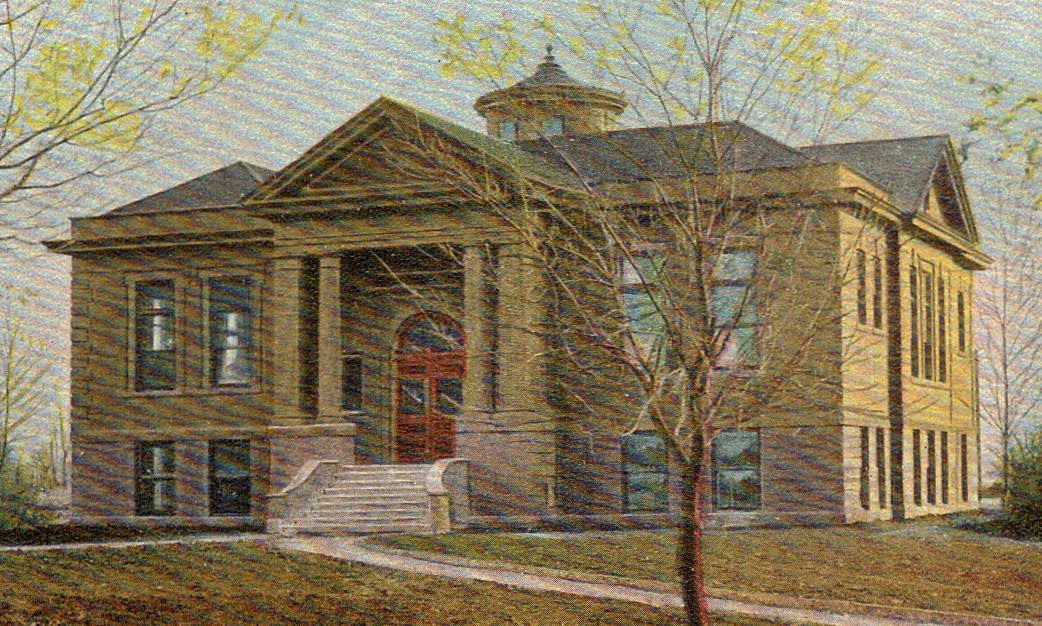
ファーゴのカーネギー図書館

ファーゴ公立図書館はダウンタウンの本館のほか、市北部と南部に支館を1館ずつ置き、約165,000冊の書籍に加えて、10,000枚のDVD等を所蔵している。同館は1900年にメイソン寺院の一角で開館し、1903年にアンドリュー・カーネギーの寄付により建てられた専用の建物に移った。この建物は1968年にダウンタウン再開発の一環として建てられた新しい建物に移るまで使われた。1968年に建てられた建物もやがて取り壊され、2009年に現在の本館が完成、開館した。2014年には、同館の年間貸し出し点数は史上初めて100万点を超えた。そのうちの半分近くは書籍および雑誌が占め、約1/3はデジタルメディアその他の非印刷物、残りは図書館間の取り寄せや、古くなった資料の更新であった。

## 文化
ファーゴ・ムーアヘッド両市あわせて3つの大学がキャンパスを置いているということもあり、ファーゴは市の規模の割には、幅広い文化に触れる機会に恵まれている。

### 芸術
| ファーゴ・シアター |  | ファーゴ・シアター |
| ファーゴ・シアター |  |                    |

ファーゴを代表する名所の1つであるファーゴ・シアターは、ダウンタウンのブロードウェイ沿い、3rdアベニュー・ノースと4thアベニュー・ノースの間に立地している。アール・デコ様式のこの劇場は1926年に映画館兼ボードビル劇場として建てられたもので、国家歴史登録財に指定されている。ファーゴ・シアターは1926年の開館以来一度も閉鎖することなく、21世紀に入っても年間100本以上の映画を上映すると共に、各種舞台芸術作品の公演にも使われている。この劇場には、完成当初からウーリッツァー社製のパイプオルガンが備えられており、サイレント映画時代に音楽を添えるのに活躍した。また、この劇場の中2階には、1996年に公開された映画「ファーゴ」でフランシス・マクドーマンドが演じたマージ・ガンダーソンに似せて制作された、「ウッド・チップ・マージ」という木像が置かれている。
ファーゴの主な舞台芸術団体としては、1946年に設立された、この地域では最長の歴史を誇る劇団、ファーゴ・ムーアヘッド・コミュニティ・シアター（FMCT）、1968年設立の地元歌劇団ファーゴ・ムーアヘッド・オペラ、地元オーケストラのファーゴ・ムーアヘッド交響楽団、地元プロバレエ団のファーゴ・ムーアヘッド・バレエ等が挙げられる。

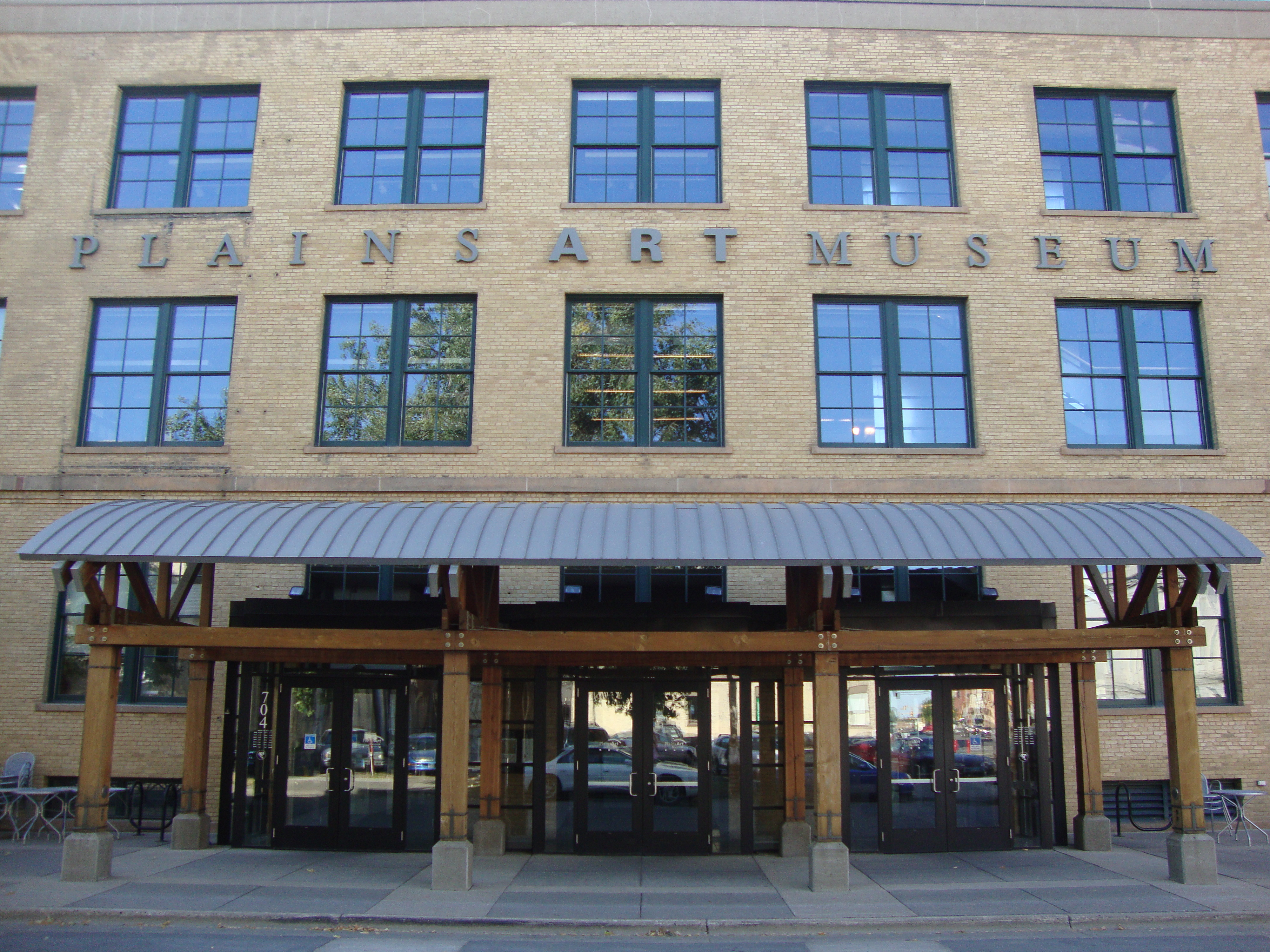
プレーンズ美術館

ダウンタウンの1stアベニュー・ノースと7thストリートの南西角には、州最大の美術館であるプレーンズ美術館が立地する。同館はもともと、レッド・リバー芸術センターとしてムーアヘッドの郵便局の一角で1965年に開館し、1996年までムーアヘッドにあった。現在の同館は、その翌年、1997年10月に、ファーゴのダウンタウンに建っていた倉庫跡を改装して再開館したものである。同館はネイティブ・アメリカンの美術作品、アフリカの伝統的美術作品、モダニズム・ポストモダニズム・現代美術作品、および地域の芸術家による作品を収蔵・展示している。また、同館本館の西隣に立地し、スカイブリッジで結ばれている別館、キャサリン・キルボーン・バーガム創作センターでは、様々な年齢層の市民に向けた芸術教室を開催している。同館の敷地内には、同館職員によって手入れされている、ポリネーター・ガーデンと呼ばれる小規模な庭園もあり、ハナバチ、チョウ、ハチドリの生態を持続可能なものにする一助となっているとともに、バズ・ラブ・プログラム（Buzz Lab Program）という、芸術と生態学を融合させた10代向け教育的インターンシップの場としても活用されている。

### スポーツとレクリエーション

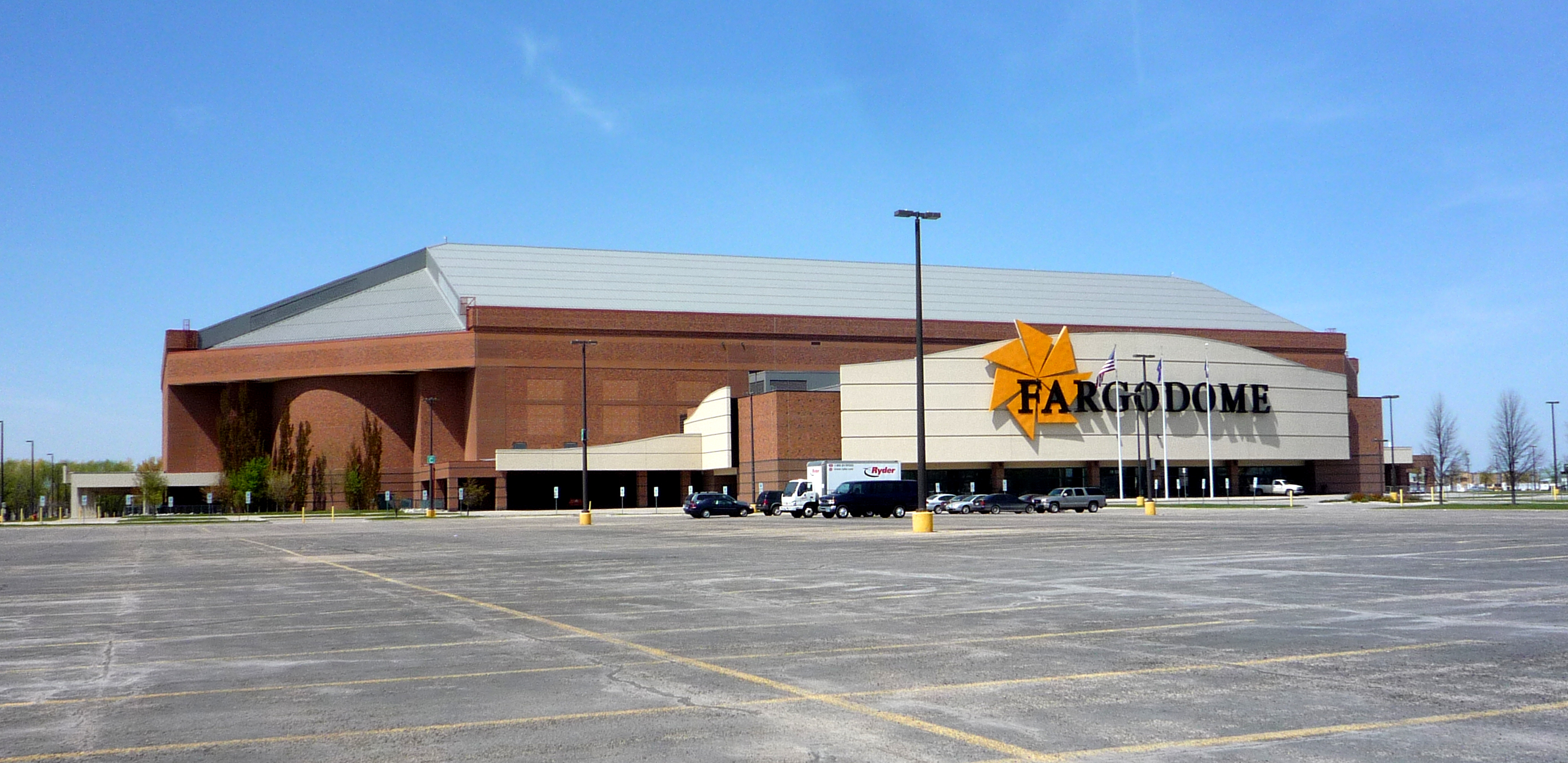
ファーゴドーム

北米4大プロスポーツリーグのチームを持たないファーゴにとって、「地元のスポーツチーム」と言えば、ノースダコタ州立大学のバイソンである。バイソンは男子7種目、女子7種目で競っており、ほとんどの競技においてNCAAディビジョンIに属するサミット・リーグ（フットボールはFCS（旧I-AA）のミズーリバレー・フットボール・カンファレンス）に所属している。とりわけフットボールチームは、2008年秋にディビジョンI FCSに昇格して以来、2011-15年に5連覇、2017-18年にも連覇し、2018年シーズン終了時点で既に史上単独最多となる7度目のサブディビジョン優勝を果たしている。加えて、バイソンはミネソタ大学ゴールデン・ゴファーズ、アイオワ州立大学サイクロンやカンザス州立大学ワイルドキャッツ等、FBS校（それもパワー5カンファレンス所属校）との対戦でも良好な成績を残しており、2016年にはAPランキング13位（対戦当時）のアイオワ大学ホークアイズを下している。バイソンのフットボールチームは、キャンパス北端に建つファーゴドームを本拠地としている。また、このファーゴドームは、バイソンのフットボールのホーム試合のほか、コンサート等のイベントにも使われている。

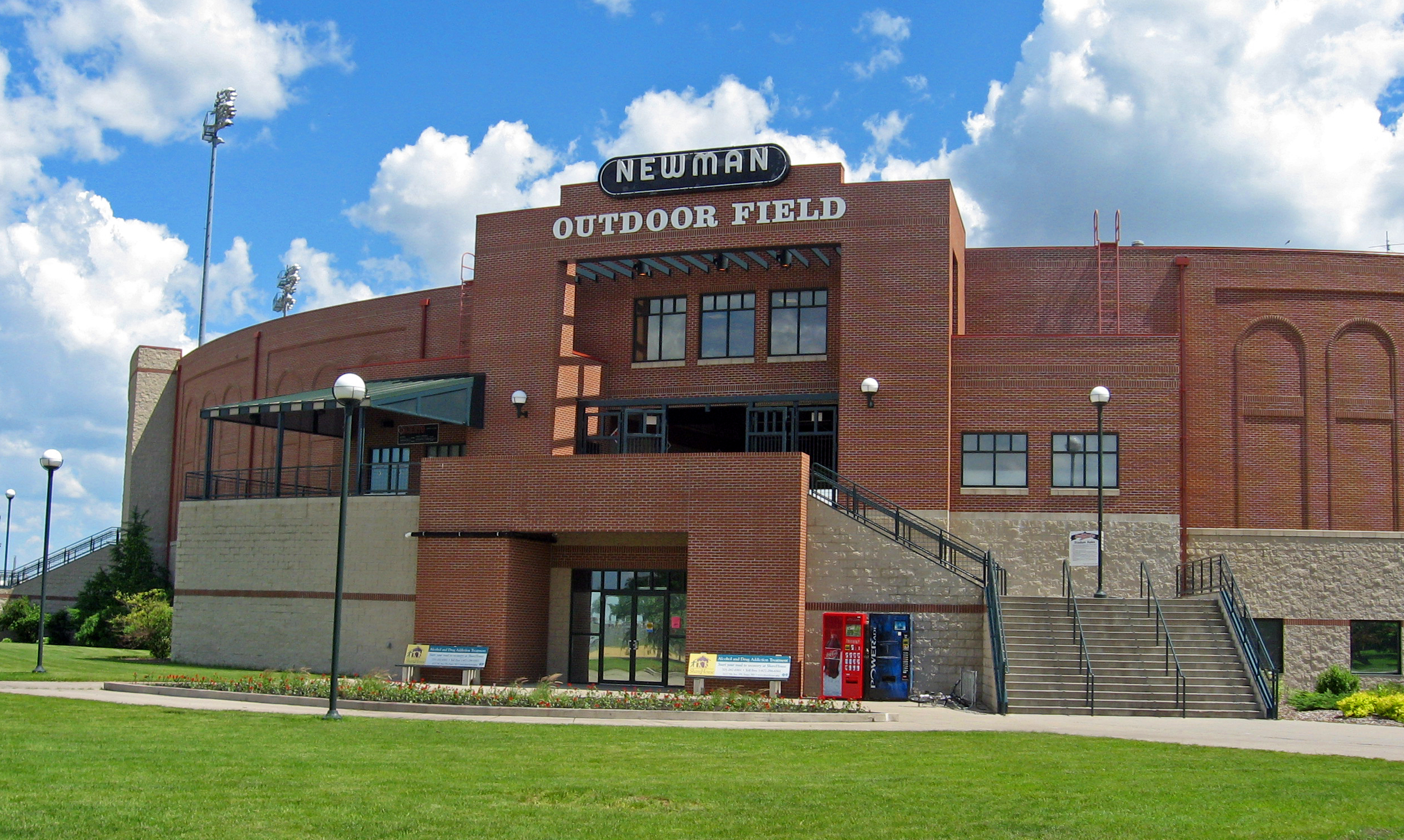
ニューマン・アウドドア・フィールド

ファーゴにはマイナーリーグ等の下部リーグのチームも置かれていないが、独立リーグの野球チーム、ファーゴ・ムーアヘッド・レッドホークスが置かれている。レッドホークスは1996年に創設されたチームで、創設当初から2010年まではノーザンリーグに所属していた。その後2011年以降はアメリカン・アソシエーション北地区に所属している。創設から2シーズン、1996-97年には、モーリー・ウィルスがレッドホークスのコーチを務めていた。レッドホークスは創設3年目となる1998年をはじめ、ノーザンリーグ時代に5度の優勝を飾っているものの、アメリカン・アソシエーションに移籍してからはまだ優勝していない。レッドホークスはノースダコタ州立大学のキャンパス内に立地するニューマン・アウトドア・フィールドを本拠地としている。また、ニューマン・アウトドア・フィールドは、バイソンの野球チームの本拠地にもなっている。この球場にはモーリー・ウィルス博物館も置かれていたが、2017年に閉館した。
また、野球と言えば、ファーゴはロジャー・マリスが育った地でもある。市南西部、13thアベニュー・サウスとI-29のインターチェンジの南西角に立地するウェスト・エーカーズ・ショッピングセンター内には、マリスの功績を称えて1984年に設けられた、ロジャー・マリス博物館がある。

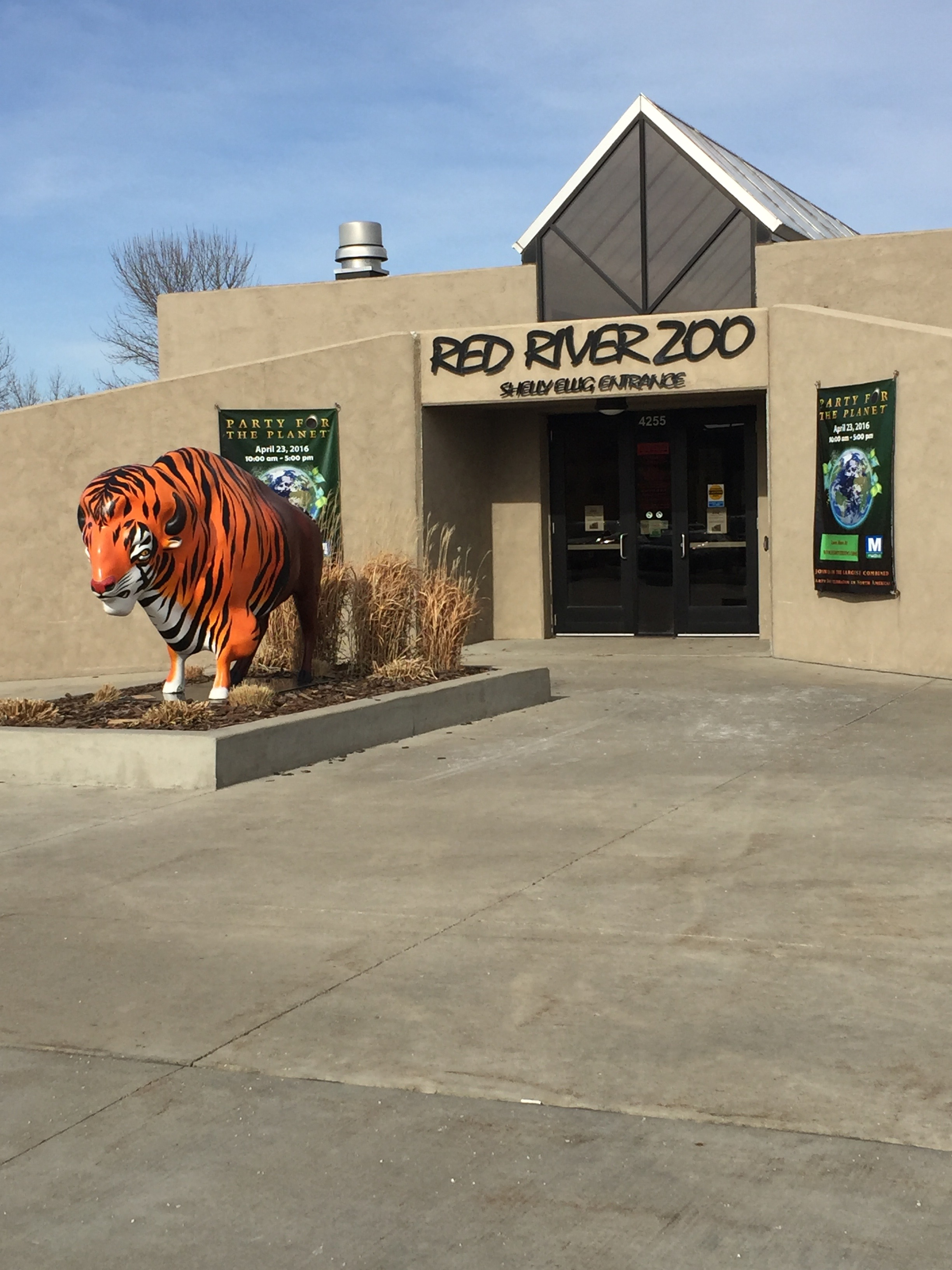
レッド・リバー動物園

ファーゴ公園局は、延べ2,100エーカー（850ha）以上におよぶ公園をはじめ、遊歩道、プール、ゴルフ場、キャンプ場といった、市内のレクリエーション施設全般を管理している。また、ファーゴ・ムーアヘッド両市をはじめ、ウェストファーゴ、ホレイス、ディルワース等周辺地域も含めて、自転車道（一部は車道の自転車専用レーン）も整備されている。ファーゴ公園局の管理する公営ゴルフ場は、上級者向けの本格的な18ホールのエッジウッドおよびローズクリーク、初・中級者向け9ホールのオズグッドおよびプレーリーウッド、初心者向けでフットゴルフも楽しめるエル・ザガルの5コースがある。また、市南西部の23rdアベニュー・サウスと43rdストリートの北東角、アンダーソン公園の北側には、レッド・リバー動物園が立地している。99年間の長期リースで借り受けた34エーカー（137,600m2）の土地に建設され、1999年に開園した同園では、ノースダコタ同様寒冷な地域に棲息する動物を中心に、レッサーパンダ、マヌルネコ、スーチョワンターキンといった希少種・危急種を含む、89種の動物を飼育している。

### メディア

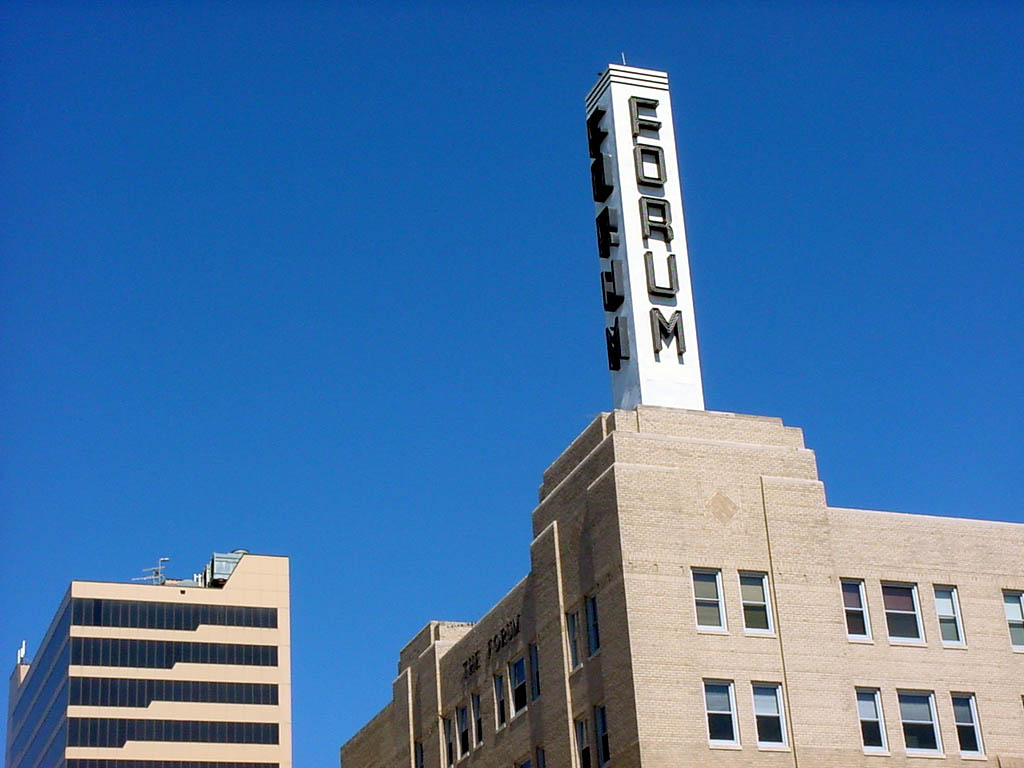
ザ・フォーラム本社

ザ・フォーラム（The Forum of Fargo-Moorhead）はファーゴ・ムーアヘッドにおける主要な日刊紙である。同紙はもともとファーゴ・フォーラムとムーアヘッド・デイリー・ニュースという別個の新聞紙であったが、合併して現在のザ・フォーラムとなった。同紙はファーゴに本社を置き、南北ダコタ、ミネソタ、およびウィスコンシンの4州で新聞社を中心に各種マスメディア会社を統括する、フォーラム・コミュニケーションズの旗艦紙として位置づけられている。ファーゴ・フォーラムは、1958年にピューリッツァー賞ニュース速報報道部門を受賞した。
ザ・フォーラムのほか、ファーゴでは独立系週刊紙のハイ・プレーンズ・リーダーも読まれている。また、ノースダコタ州立大学には、同学の学生が運営するザ・スペクトラムという新聞が、毎週月曜日と木曜日の週2回刊行されている。
フォーラム・コミュニケーションズは、ファーゴのABC系列テレビ局であるWDAY-TV（チャンネル6）、およびAMラジオ局のWDAY（970kHz）も傘下に置いている。NBC系列のKVLY-TV（チャンネル11）、CBS系列のKXJB-LD（チャンネル30、ライセンスはホレイス）の両局は、共にアトランタに本社を置くグレイ・テレビジョンの傘下に置かれている。FOX系列のKVRR（チャンネル15）は、地元のレッド・リバー・ブロードキャスティングの旗艦局となっている。PBS系列のKFME（チャンネル13）は、ファーゴに本社を置き、ノースダコタ州全域、ミネソタ州北西部、モンタナ州北東部に加えて、ケーブルチャンネルでカナダ・マニトバ州ウィニペグ市およびブランドン市をカバーする、プレーリー・パブリック・ブロードキャスティングの旗艦局となっている。

### 宗教

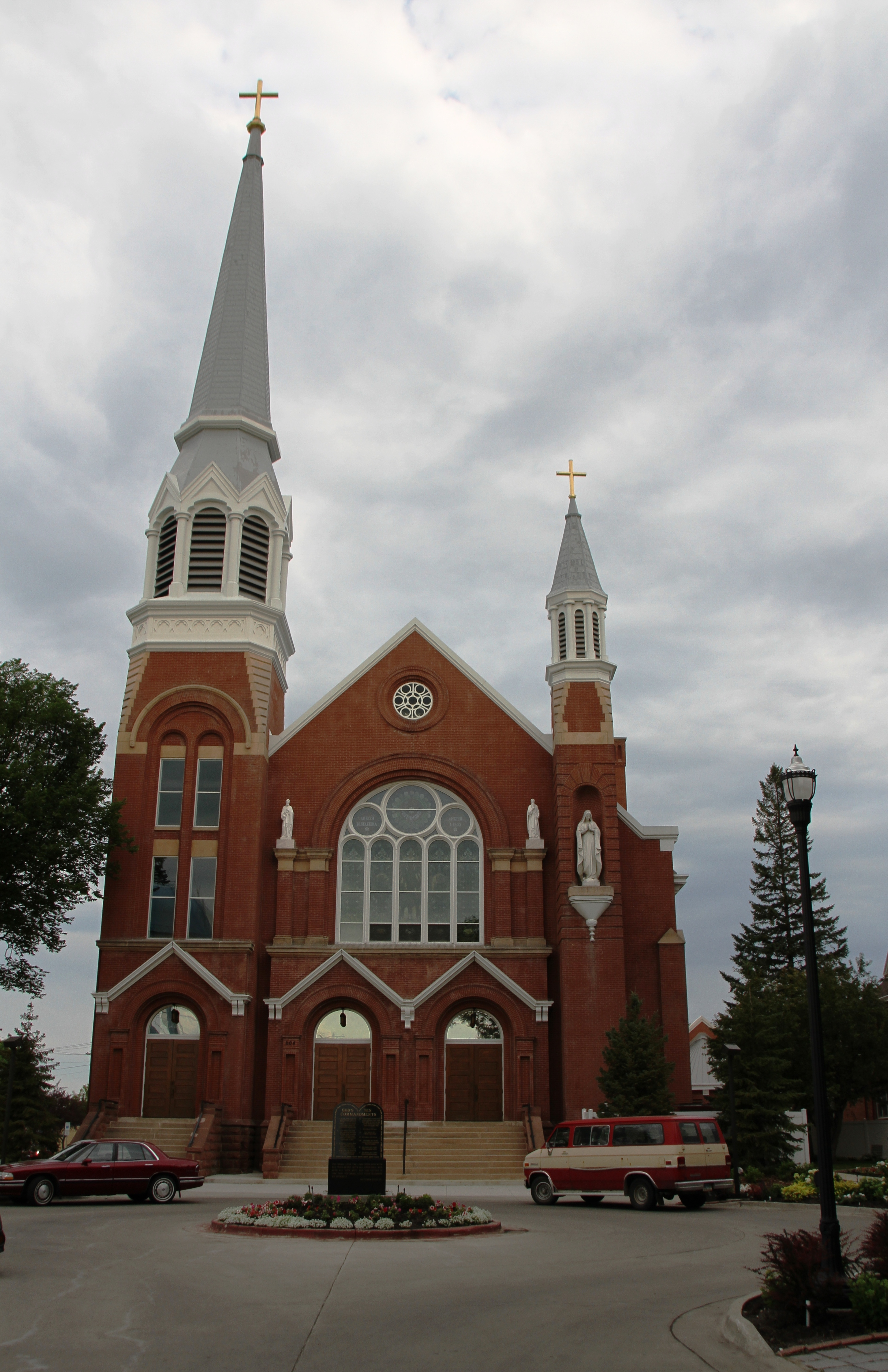
セントメアリー大聖堂

ミネソタ州と南北ダコタ両州を管轄するカトリックのミネアポリス・セントポール大司教区は、その管轄下にある9つの司教区のうちの1つをファーゴに置いている。ファーゴ司教区は1889年にジェームズタウン司教区として創設され、1897年に現称のファーゴ司教区に改められた。その後、1909年にビスマーク司教区が創設されると、州の西半分は同司教区の管轄区域となった。ファーゴ司教区はノースダコタ州東部の30郡を管轄区域とし、約70,000人の信者を抱えている。ファーゴ司教区の司教座聖堂であるセントメアリー大聖堂はダウンタウンの北端、ブロードウェイと6thアベニュー・ノースの北西角に建っている。このネオ・ゴシック建築様式の大聖堂は、1899年に建てられたもので、2つある尖塔の高い方までの高さは52.4mである。
このセントメアリー大聖堂からブロードウェイを挟んだ東側には、ファースト・ルーテル教会が建っている。ノースダコタ州自体ノルウェー系が多いということもあり、ルーテル教会の信者が州人口の約3割を占めて最大となっているが、ファーゴ都市圏においては州平均をもやや上回り、人口の約1/3を占めている。特にムーアヘッドにおいては人口の約4割に達し、ミネソタ州平均の2倍となっている。
ソマリ系などイスラム教徒が多く住む市西部、I-29とメイン・アベニューのインターチェンジ付近には、ハラール食品を扱う商店や飲食店が点在している。また、イスラム教徒が多く住む地域のほぼ中心、28thストリートとフィーットナー・ドライブの南角には、ファーゴ・ムーアヘッド回教協会の本部、およびモスクが立地している。

## 人口動態

### 都市圏人口
ファーゴの都市圏および広域都市圏を形成する各郡の人口は以下の通りである（2020年国勢調査）。
ファーゴ都市圏
| 郡       | 州             | 人口      |
| -------- | -------------- | --------- |
| カス郡   | ノースダコタ州 | 184,525人 |
| クレイ郡 | ミネソタ州     | 65,318人  |
| 合計     | 合計           | 249,843人 |

ファーゴ・ワーペトン広域都市圏
| 都市圏/小都市圏    | 郡             | 州             | 人口      |
| ------------------ | -------------- | -------------- | --------- |
| ファーゴ都市圏     | ファーゴ都市圏 | ファーゴ都市圏 | 249,843人 |
| ワーペトン小都市圏 | リッチランド郡 | ノースダコタ州 | 16,529人  |
| ワーペトン小都市圏 | ウィルキン郡   | ミネソタ州     | 6,506人   |
| 合計               | 合計           | 合計           | 272,878人 |

### 市域人口推移
以下にファーゴ市における1880年から2020年までの人口推移をグラフおよび表で示す。
| 統計年 | 人口      |
| ------ | --------- |
| 1880年 | 2,693人   |
| 1890年 | 5,664人   |
| 1900年 | 9,589人   |
| 1910年 | 14,331人  |
| 1920年 | 21,961人  |
| 1930年 | 28,619人  |
| 1940年 | 32,580人  |
| 1950年 | 38,256人  |
| 1960年 | 46,662人  |
| 1970年 | 53,365人  |
| 1980年 | 61,383人  |
| 1990年 | 74,111人  |
| 2000年 | 90,599人  |
| 2010年 | 105,549人 |
| 2020年 | 125,990人 |

## 姉妹都市
ファーゴは以下3都市と姉妹都市提携を結んでいる。
- ヴィンメルビュー（スウェーデン）
- ハーマル（ノルウェー）
- マルチン（スロバキア）[101]

## 註
1. 1 2  Eligon, John. Sandbag Season Has Fargo Thinking of a Better Way. The New York Times. 2013年4月2日. 2019年9月16日閲覧.
2. ↑  QuickFacts: Fargo city, North Dakota. United States Census Bureau. 2020年.
3. 1 2 3  QuickFacts. United States Census Bureau. 2020年.
4. ↑  William Fargo. NNDB 2019年9月19日閲覧.
5. ↑  Bentz, Alyssa. History: The men who founded Wells Fargo. Wells Fargo. 2018年3月16日. 2019年9月19日閲覧.
6. ↑  Riley, Glenda. Divorce: An American Tradition. Oxford University Press. 1991年. ISBN 978-0195061239.
7. ↑  History and Traditions. North Dakota State University. 2019年9月19日閲覧.
8. ↑  Fire of 1893. Fargo, North Dakota: Its History and Images. North Dakota State University. 2019年9月19日閲覧.
9. 1 2  Halgrimson, Andrea. Pence building in Fargo has had many tenants. INFORUM. Fargo, North Dakota: Forum Communications Company. 2010年9月12日. 2019年9月19日閲覧.
10. ↑  Clymer, Floyd. Treasury of Early American Automobiles, 1877–1925. p.205. New York: Bonanza Books. 1950年.
11. 1 2  Pence Auto Building, North Dakota. National Park Service. 2019年9月19日閲覧.
12. 1 2 3  NORTH DAKOTA - Cass County. National Register of Historic Places. 2019年9月19日閲覧.
13. ↑  Jackson, William. Almanac of North Dakota mysteries & oddities, 2009–2010. p.14. Valley Star Books. 2008年. ISBN 9780967734989. OCLC 259419005.
14. ↑  Morgan Quitno Press' 5th Annual Safest City Award (1999). Morgan Quitno. 1998年12月30日.
15. ↑  OMB BULLETIN NO. 18-04: Revised Delineations of Metropolitan Statistical Areas, Micropolitan Statistical Areas, and Combined Statistical Areas, and Guidance on Uses of the Delineations of These Areas. Office of Management and Budget. 2018年9月14日.
16. ↑  McCollor, Don. The Red River Valley: Tilted Shorelines and Rebounding Lake Beds (アーカイブ). University of North Dakota. 2006年12月8日.
17. ↑  Fargo lifts the ban on building permits in flood prone areas. Fargo, North Dakota: WDAY. 2012年11月8日. 2019年9月28日閲覧.
18. ↑  Peel, M. C., B. L. Finlayson, and T. A. McMahon. Updated world map of the Köppen–Geiger climate classification. pp.1633–1644. Hydrol. Earth Syst. Sci.. Vol.11. 2007年. 2019年9月28日閲覧. doi: 10.5194/hess-11-1633-2007. ISSN 1027-5606.
19. ↑  Plant Hardiness Zone Map. United States Department of Agriculture. 2019年9月28日閲覧.
20. 1 2  Historical Weather for Fargo, North Dakota, United States of America. Weatherbase.com. 2019年9月28日閲覧.
21. ↑  Downtown Fargo. Fargo-Moorhead Convention and Visitors Bureau. 2019年10月1日閲覧.
22. ↑  Radisson Hotel Fargo. Emporis. 2019年10月1日閲覧.
23. ↑  Tallest buildings in North Dakota. Emporis. 2019年10月1日閲覧.
24. ↑  Lashkowitz High Rise. Emporis. 2019年10月1日閲覧.
25. ↑  Allmendinger, Mike. Is This The Future Of Downtown Fargo? Fargo Monthly. 2017年. 2019年10月1日閲覧.
26. ↑  Tran, Tu-Uyen. With height comes challenges for Fargo's Block 9 project. 2018年9月18日. 2019年10月1日閲覧.
27. ↑  City Commission. City of Fargo. 2019年10月2日閲覧.
28. ↑  Fargo to become first city in U.S. to use approval voting. KFGO. 2018年11月7日. 2019年10月2日閲覧.
29. 1 2  City Commission Agendas & Minutes (注: ここより各年のリンクを確認のこと). City of Fargo. 2019年10月2日閲覧.
30. ↑  New Fargo City Hall Project. City of Fargo. 2019年10月2日閲覧.
31. ↑  City Admnistrator. City of Fargo. 2019年10月2日閲覧.
32. ↑  Cass County, North Dakota: General Election: November 6, 2012. Cass County, North Dakota. 2012年11月13日.
33. ↑  Official 2018 General Election Results: United States Senator. ND Voices. North Dakota Election Officials County Auditors and Secretary of State. 2018年11月6日. 2019年10月2日閲覧.
34. 1 2 3  Kaul, Greta. What's behind Fargo-Moorhead's boom? MinnPost. 2019年7月9日. 2019年10月19日閲覧.
35. ↑  Forum News Service. Fargo, Moorhead economy boom driven by service growth. The Dickinson Press. 2014年10月24日. 2019年10月19日閲覧.
36. ↑  Economy in Fargo, North Dakota. BestPlaces. 2019年10月19日閲覧.
37. ↑  
Badenhausen, Kurt. Fargo Heads List Of Best Small Cities For Business And Careers. Forbes. 2014年8月7日. 2019年10月3日閲覧.
38. ↑  Hector Int'l. (Form 5010) Airport Master Record. Federal Aviation Administration. 2019年9月12日. 2019年10月3日閲覧.
39. ↑  Home. Hector International Airport. 2019年10月3日閲覧.
40. ↑  119th Wing Fact Sheet. 119th Wing, Air National Guard. 2017年3月28日. 2019年10月3日閲覧.
41. ↑  Hageman, John. FedEx to pay more than $2.7 million to Grand Forks airport for move to Fargo. Dickinson Press. 2016年11月17日. 2019年10月3日閲覧.
42. ↑  Fargo Air Museum. Fargo-Moorhead Convention and Visitors Bureau. 2019年10月7日閲覧.
43. ↑  Empire Builder. p.1. Amtrak. 2018年4月29日. 2019年10月3日閲覧.
44. ↑  Routes. MATBUS. 2019年10月3日閲覧.
45. ↑  Jefferson Lines. MATBUS. 2019年10月3日閲覧.
46. ↑  North Dakota. Jefferson Lines. 2019年10月3日閲覧.
47. ↑  All-State System Map. Jefferson Lines. 2019年10月3日閲覧.
48. ↑  NDSU Fast Facts. North Dakota State University. 2019年10月4日閲覧.
49. ↑  Academics. North Dakota State University. 2019年10月4日閲覧.
50. ↑  Academic Majors. North Dakota State University. 2019年10月4日閲覧.
51. ↑  Why North Dakotans Win With Research Universities. North Dakota State University. 2011年7月. 2019年10月5日閲覧.
52. ↑  Best Colleges 2020: National Universities Rankings. U.S. News & World Report. 2019年. 2019年10月4日閲覧.
2020年版（2019年発行）では281位であった。
53. ↑  Fargo, ND Location. University of Mary. 2019年10月4日閲覧.
54. ↑  Doctor of Physical Therapy. Jamestown University. 2019年10月4日.
55. ↑  About TCU. Tri-College Uiversity. 2019年10月4日閲覧.
56. ↑  About Our District. Fargo Public Schools. 2019年10月4日閲覧.
57. ↑  Catholic Schools in the Diocese of Fargo. Diocese of Fargo. 2019年10月4日閲覧.
58. ↑  Our History & Identity. St. John Paul II Catholic School Network. 2019年10月4日閲覧.
59. ↑  About the Fargo Public Library. City of Fargo. 2019年10月4日閲覧.
60. ↑  Fargo Public Library. Fargo, North Dakota: Its History and Images. North Dakota State University. 2019年10月4日閲覧.
61. ↑  Tran, Tu-Uyen Fargo Library breaks record. INFORUM. Fargo, North Dakota: Forum Communications Company. 2015年1月14日. 2019年10月4日閲覧.
62. 1 2  Historic Fargo Theatre. Fargo-Moorhead Convention and Visitors Bureau. 2019年10月7日閲覧.
63. ↑  About. Fargo Moorhead Community Theatre. 2019年10月7日閲覧.
64. ↑  About Us. Fargo-Moorhead Opera. 2019年10月7日閲覧.
65. ↑  Mission and Vision. Fargo-Moorhead Symphony Orchestra. 2019年10月7日閲覧.
66. ↑  About the FMBallet. Fargo-Moorhead Ballet. 2019年10月7日閲覧.
67. ↑  About. Plains Art Museum. 2019年10月8日閲覧.
68. ↑  Collections. Plains Art Museum. 2019年10月8日閲覧.
69. ↑  Center for Creativity. Plains Art Museum. 2019年10月8日閲覧.
70. ↑  Gardens & Public Art. Plains Art Museum. 2019年10月8日閲覧.
71. ↑  Home. The Summit League. 2019年10月9日閲覧.
72. ↑  Home. Missouri Valley Football Conference. 2019年10月9日閲覧.
73. ↑  North Dakota State Bison Home. North Dakota State University. 2019年10月9日閲覧.
74. ↑  NDSU National Championships. North Dakota State University. 2019年10月9日閲覧.
75. ↑  Chiusano, Anthony. Schools with the most FCS football national championships. NCAA. 2019年10月7日. 2019年10月9日閲覧.
76. ↑  Becht, Colin. North Dakota State beats Iowa for sixth straight FBS win. Sports Illustrated. 2016年9月17日. 2019年10月9日閲覧.
77. 1 2  Fargo-Moorhead Redhawks. American Association Baseball. 2019年10月10日閲覧.
78. 1 2  Peterson, Eric. Maury Wills honored by RedHawks as his museum will close after this season. INFORUM 2017年6月23日. 2019年10月10日閲覧.
79. ↑  Newman Outdoor Field. Fargo-Moorhead Convention and Visitors Bureau. 2019年10月10日閲覧.
80. ↑  Roger Maris Museum. West Acres. 2019年10月10日閲覧.
81. ↑  Parks & Recreational Opportunities in Fargo. City of Frago. 2019年10月11日閲覧.
82. ↑  Share the Road Fargo!, FM Metro Area Bikeways Map 2017. City of Fargo. 2019年10月11日閲覧.
83. ↑  Home. Fargo Golf. Fargo Park District. 2019年10月11日閲覧.
84. ↑  History. Red River Zoo. 2019年10月11日閲覧.
85. ↑  The Fargo forum, daily republican, and Moorhead daily news. Library of Congress. 2019年10月15日閲覧.
86. ↑  The Forum of Fargo-Moorhead. Forum Communications Company. 2019年10月15日閲覧.
87. ↑  Winners: Staff of Fargo (ND) Forum. Pulitzer Prizes, Columbia University. 2019年10月15日閲覧.
88. ↑  About. High Plains Reader. 2019年10月15日閲覧.
89. ↑  About. The Spectrum. North Dakota State University. 2019年10月15日閲覧.
90. ↑  WDAY-TV. Forum Communications Company. 2019年10月15日閲覧.
91. ↑  WDAY AM 970. Forum Communications Company. 2019年10月15日閲覧.
92. ↑  About Prairie Public. Prairie Public Broadcasting. 2019年10月15日閲覧.
93. ↑  Diocese of Fargo. Catholic-Hierarchy. 2019年10月16日閲覧.
94. ↑  About the Diocese. Diocese of Fargo. 2019年10月16日閲覧.
95. ↑  Cathedral of St. Mary. Emporis. 2019年10月16日閲覧.
96. ↑  Religion in Fargo, North Dakota. BestPlaces. 2019年10月16日閲覧.
97. ↑  Religion in Moorhead, Minnesota. BestPlaces. 2019年10月16日閲覧.
98. ↑  Home. Islamic Society of Fargo-Moorhead. 2019年10月16日閲覧.
99. ↑  Kreps, Sydni. Islamic Society builds community in mosque and Fargo-Moorhead. The Concordian. Moorhead, Minnesota: Concordia College. 2016年4月21日. 2019年10月16日閲覧.
100. ↑  Gibson, Campbell. Population of the 100 Largest Cities and Other Urban Places in the United States: 1790 to 1990. US Census Bureau. 1998年6月.
101. ↑  Fargo: Zoznam partnerských miest: Mesto Martin. Mesta Martin. 2019年9月16日閲覧.